# Centrosoma
In biologia cellulare, si definisce centrosoma (MTOC - MicroTubule Organizing Center) una struttura non membranosa posta vicino al nucleo e circondata da una massa amorfa di materiale pericentriolare, preposta alla formazione, alla demolizione e all'organizzazione dei microtubuli della cellula. 
Per questo tale struttura viene a volte chiamata centro organizzatore dei microtubuli.
I confini del centrosoma sono sostanzialmente indistinguibili a causa del fatto che esso non è delimitato, appunto, da una membrana. Tuttavia, è possibile individuarne facilmente la posizione grazie alla presenza in esso di una coppia di strutture cilindriche, chiamate centrioli.
Se osservati al microscopio ottico, questi ultimi appaiono come punti vicini al nucleo. Al microscopio elettronico, invece, essi appaiono come due piccoli cilindri cavi, composti da nove triplette di microtubuli ciascuno, disposte in cerchio. 
I microtubuli hanno un verso di polarità e il verso meno di questi li lega nel centrosoma.
Il centrosoma ha un ruolo centrale nel processo mitotico. 
Quando la cellula si prepara, in vista della divisione cellulare, i centrioli assumono una posizione reciproca ad angolo retto. Nella fase S del ciclo cellulare, prima della separazione, si forma un centriolo figlio, orientato perpendicolarmente a ciascuno dei due centrioli originari, cosicché ciascuna delle nuove cellule possa essere dotata di una coppia di centrioli.
Nella profase mitotica i due centrosomi, che vengono a crearsi a seguito della duplicazione dei centrioli, si staccano, viaggiano verso i poli opposti della cellula e iniziano ad assemblare il fuso mitotico. Il fuso mitotico è una struttura contenente microtubuli che serve a legare i cromosomi, staccando i cromatidi fratelli e portandoli ai due poli opposti della cellula, permettendo l'equa distribuzione del corredo cromosomico alle due cellule figlie.
Oltre ad essere coinvolti nella costruzione del fuso, i centrioli sono essenziali nella formazione delle estroflessioni cellulari microtubulari, come microvilli, ciglia e flagelli.